# Anna (Texas)
Pour les articles homonymes, voir Anna.
La ville d’Anna est située dans le comté de Collin, dans l’État du Texas, aux États-Unis. Sa population s’élevait à 8 249 habitants lors du recensement de 2010, estimée à 12 753 habitants en 2016.

## Source
- (en) Cet article est partiellement ou en totalité issu de l’article de Wikipédia en anglais intitulé « Anna, Texas » (voir la liste des auteurs).